# Frans Verhaegen
Frans Verhaegen, né le 22 janvier 1948 à Pulle, est un coureur cycliste belge. Professionnel de 1970 à 1979, il a remporté le Trophée Luis Puig en 1971, Kuurne-Bruxelles-Kuurne en 1975 et 1976, et le Championnat des Flandres en 1977.

## Palmarès

### Palmarès amateur
- 1970
  - Champion de Belgique du contre-la-montre par équipes amateurs[n 2]
  - Circuit Het Volk amateurs
  - Courtrai-Gammerages
  - 2e de Bruxelles-Opwijk
  - 3e de la Course des chats

### Palmarès professionnel
- 1971
  - Trophée Luis Puig
  - 2e du Grand Prix de Lierde-Saint-Martin
  - 3e du Grand Prix de Denain
- 1972
  -  Champion de Belgique interclubs[n 3]
  - Champion de la province d'Anvers interclubs[n 3]
  - 3e de la Coupe Sels
- 1973
  - 2e du Tour du Limbourg
  - 2e de la Maaslandse Pijl
  - 3e de la Flèche de Leeuw
- 1974
  - Circuit de Belgique centrale
  - Maaslandse Pijl
  - 2e du Grand Prix du 1er mai
  - 2e du Grand Prix Betekom
- 1975
  - Kuurne-Bruxelles-Kuurne
  - 3e de la Ruddervoorde Koerse
- 1976
  - Kuurne-Bruxelles-Kuurne
  - 2e du Circuit de Neeroeteren
- 1977
  - Championnat des Flandres
  - 2e du Circuit de Niel
  - 3e du Circuit Mandel-Lys-Escaut
- 1978
  - 2e du Circuit de Belgique centrale
  - 2e du Circuit des frontières

## Résultats sur les grands tours

### Tour de France
1 participation
- 1976 : abandon (10e étape)